# Percival Kinnear Wise
Pour les articles homonymes, voir Wise.
Percival Kinnear Wise, né le 17 avril 1885 à Hong Kong et mort le 7 juin 1968 à Aldeburgh) est un joueur de polo britannique.

## Biographie
Né à Hong Kong alors colonie britannique, Percival Wise sert dans l'armée des Indes britanniques avant la Première Guerre mondiale et pendant la Seconde Guerre mondiale.
Il remporte en 1924 la médaille de bronze en polo aux Jeux olympiques de Paris, avec la sélection britannique. 